# Желонка (Кезький район)
Жело́нка (рос. Желонка) — присілок в Кезькому районі Удмуртії, Росія.
Населення — 31 особа (2010; 35 в 2002).
Національний склад станом на 2002 рік:
- удмурти — 91 %